# Eusimonia seistanica
Eusimonia seistanica är en spindeldjursart som beskrevs av Roewer 1933. Eusimonia seistanica ingår i släktet Eusimonia och familjen Karschiidae. Inga underarter finns listade i Catalogue of Life.